# Snider-Enfield
El Snider-Enfield fue un fusil de retrocarga británico de 14,7 mm. Su mecanismo de recarga fue inventado por el estadounidense Jacob Snider y este fusil fue una de las variantes más empleadas de los fusiles con este mecanismo. Fue adoptado por el Ejército británico como una conversión de sus comunes fusiles de avancarga Enfield Modelo 1853. Entró en servicio en 1866 y fue empleado por el Ejército británico hasta 1871, cuando fue reemplazado por el Martini-Henry. El Snider-Enfield fue empleado por el Ejército de la India británica casi hasta fines del siglo XIX.

## Diseño y fabricación

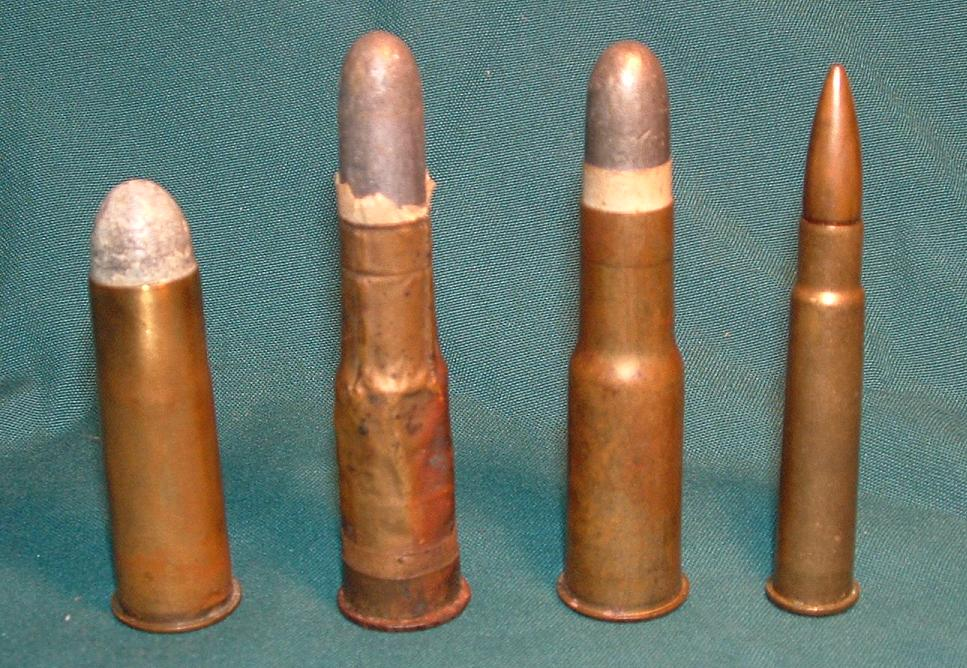
De izquierda a derecha: Un cartucho .577 Snider, un cartucho .577/450 Martini-Henry de la Guerra anglo-zulú con casquillo de hoja de latón enrollada, un cartucho .577/450 Martini-Henry con casquillo de latón extruido y un .303 British Mk VII SAA Ball.

En las pruebas, los Snider Modelo 1853 modificados demostraron ser más precisos que los modelos 1853 de avancarga originales y tener una mayor cadencia de disparo; un soldado entrenado podía efectuar con precisión 10 disparos/minuto con el fusil de retrocarga, en compraración con los 3 disparos/minuto del fusil de avancarga. Desde 1866 en adelante, grandes cantidades de fusiles de avancarga Enfield fueron modificados en la Royal Small Arms Factory (RSAF) de Enfield y el modelo inicial fue el Mark I. Los fusiles modificados recibieron un nuevo cerrojo/cajón de mecanismos, pero conservaron el cañón original de hierro, culata, guardamanos, llave y martillo.
Los fusiles Mark III fueron armas totalmente nuevas, con cañones de acero debidamente marcados, martillos de punta plana y un retén para abrir el cerrojo en lugar del sencillo resalte integral del cerrojo.
El Snider-Enfield empleaba un nuevo tipo de cartucho metálico llamado Cartucho Boxer por su diseñador. El cerrojo albergaba un percutor situado diagonalmente y que apuntaba hacia abajo. Para emplear el fusil, el tirador armaba el martillo, levantaba el cerrojo hacia la derecha agarrando su palanca situada a la izquierda y tiraba hacia atrás para extraer el casquillo. No había eyector, por lo que el casquillo tenía que sacarse a mano, o habitualmente, se levantaba el fusil para que éste cayera (tal vez era más frecuente agitar con fuerza el fusil para extraer casquillos calientes o ensuciados con polvo u hollín).  

## Servicio

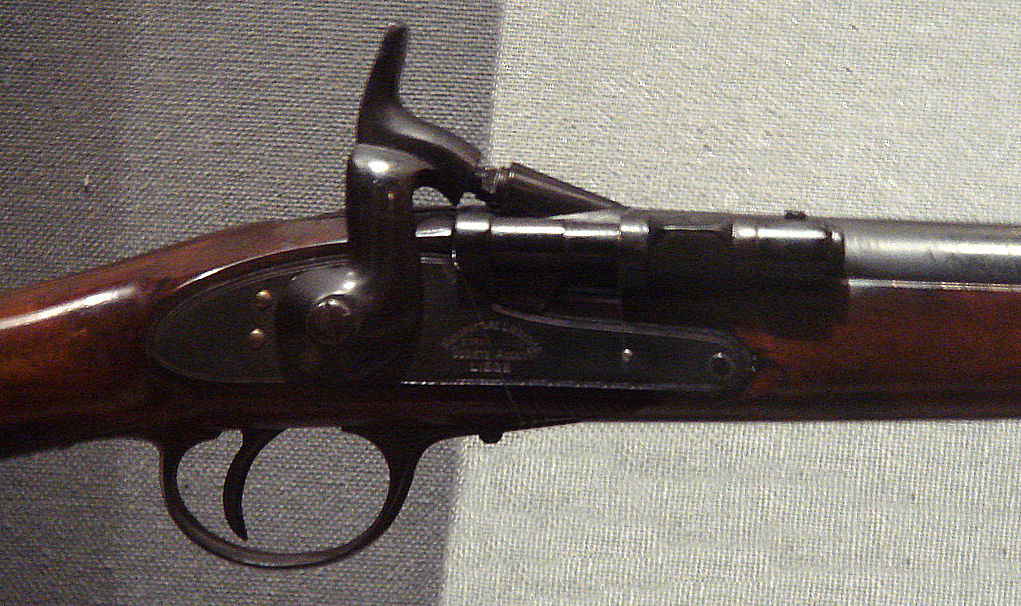
Mecanismo de retrocarga Snider.

El Snider-Enfield fue empleado por primera vez en combate con el Ejército anglo-indio en la Batalla de Arohghee en Etiopía, el 10 de abril de 1868, contra las fuerzas de Teodoro II de Etiopía; en esta batalla, el 4.° Regimiento Real de Artillería disparó 10.200 cartuchos. Fue empleado a lo largo y ancho del Imperio británico, inclusive en la Colonia del Cabo, India, Australia, Nueva Zelanda y Canadá, hasta su gradual reemplazo por el Martini-Henry a partir de 1874, pero aún fue empleado por milicias y unidades de voluntarios hasta finales de la década de 1880. Continuó en servicio con el Ejército Indio Británico hasta mediados de la década de 1890, porque las tropas indias entre la Rebelión de los cipayos de 1857 y 1905 fueron equipadas con armas de una generación anterior respecto al Ejército británico. Se les suministraron fusiles Martini-Henry cuando los británicos estaban introduciendo en servicio el fusil Lee-Metford. Los Exploradores Hunza puede haber sido la última unidad que empleó en combate la carabina Snider-Enfield, durante la Campaña del Chitral de 1895. El Snider-Enfield fue empleado en gran número por los ijesas contra Ibadán durante los 16 años que duró la Guerra Civil Yoruba (1877-1893).
Frank Richards, que sirvió en la Frontera del Noroeste entre 1902 y 1908, menciona en Old Soldier Sahib que los Snider-Enfield aún eran empleados por el Ejército británico durante aquel periodo. Los centinelas nocturnos en campamentos y cantonamientos podían ser equipados con un Snider y cartuchos de perdigones. Si los nativos trataban de entrar al campamento a robar fusiles, los centinelas tendrían una mayor oportunidad de alcanzar al ladrón y al contrario de una bala de 7,70 mm, había menos peligro de herir o matar a un camarada si fallaban.
El fusil tenía bastante potencia. Rudyard Kipling lo menciona en su poema "La tumba de las cien cabezas".

## Variantes

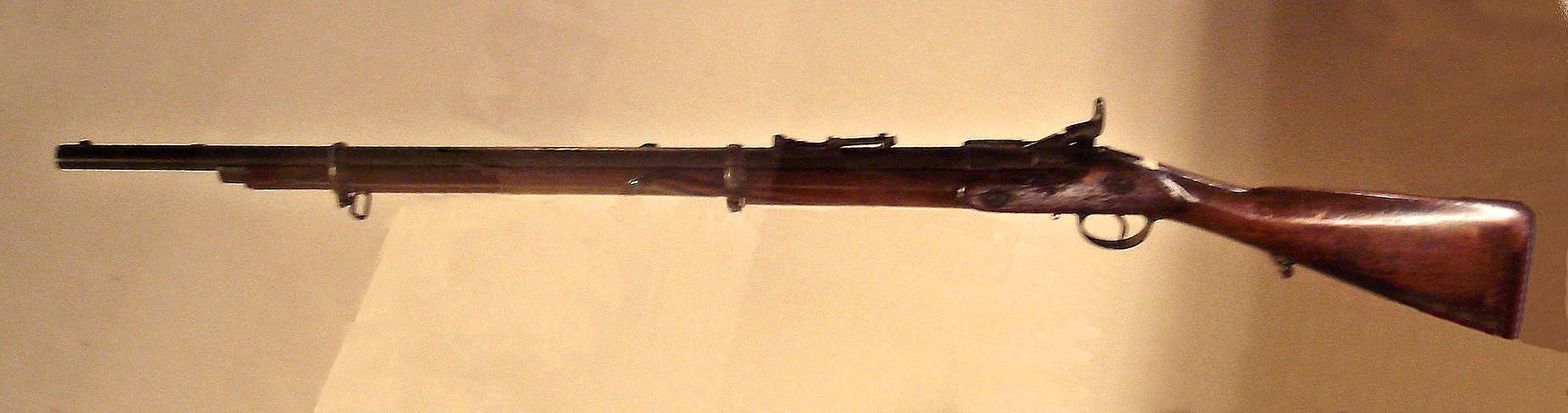
Un fusil Snider empleado en Japón durante la Guerra Boshin (1868-69).

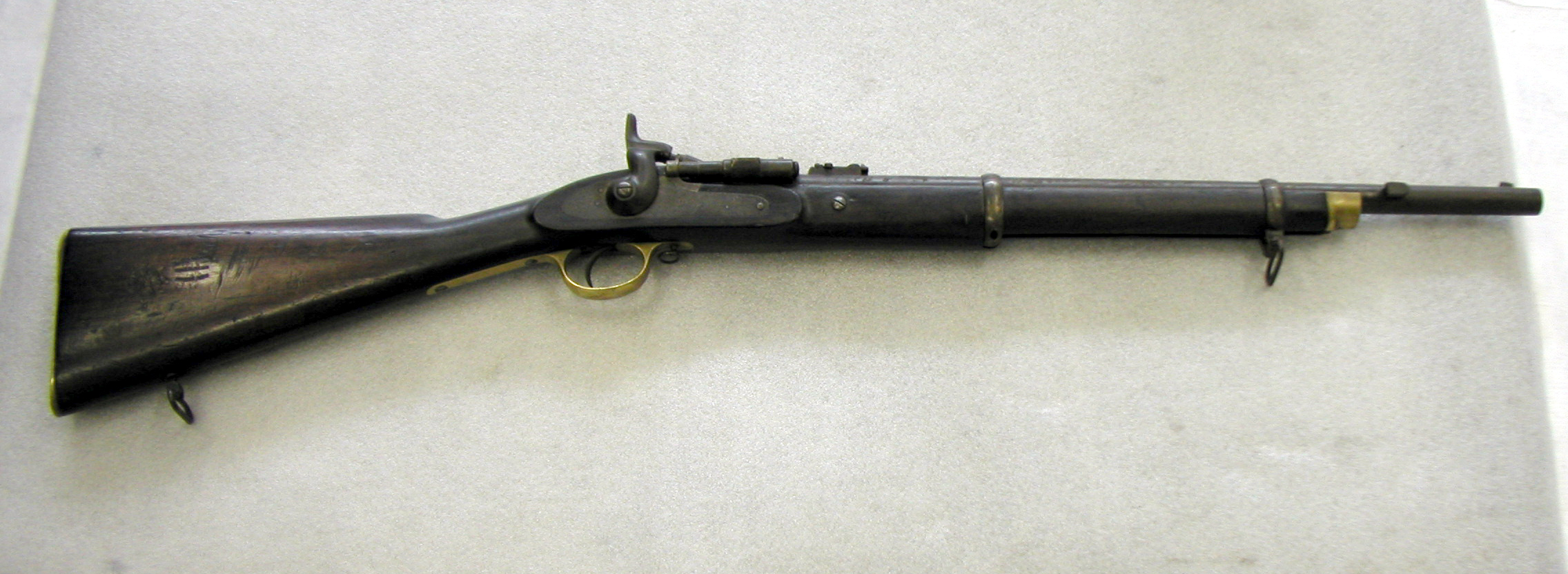
Carabina de artillería Snider-Enfield neozelandesa, 1881.

El Snider-Enfield fue producido en varias variantes. Las más comunes fueron el mosquete estriado o fusil largo, el fusil corto y las carabinas de Caballería y Artillería. El fusil largo tenía un cañón de 910 mm (36 in) de longitud y tres abrazaderas. Su longitud total (sin bayoneta) es de 1.378 mm (54,25 in), siendo mucho más largo que la mayoría de fusiles de la época. Fue suministrado a las tropas de primera línea y su ánima tenía tres estrías con una tasa de rotación de 180 cm (72 in). El fusil corto tenía un cañón de 838 mm (33 in) y dos abrazaderas. Esta variante fue suministrada a sargentos de Infantería y de unidades de fusileros. Su ánima tenía cinco estrías con una tasa de rotación de 120 cm (48 in). La carabina de Caballería solo tiene medio guardamano y una sola abrazadera. Su cañón es de 500 mm (19,5 in) y tiene el mismo estriado que el del fusil corto. La carabina de Artillería tiene un cañón de 540 mm (21,25 in), guardamanos completo y dos abrazaderas, así como el mismo tipo de estriado que el fusil corto y la carabina de Artillería.
El Snider fue objeto de una sustancial imitación, tanto de manera aprobada como no, incluyendo al Snider nepalés, una copia casi exácta del británico, el Snider holandés, el Snider naval danés y las adaptaciones "sin licencia" Tabatière francesa y Krnka rusa.
También existieron modelos comerciales del Snider-Enfield, que eran fusiles fabricados por diversos armeros ingleses para su venta al público. Estos eran frecuentemente ofertados a miembros de unidades voluntarias o a cualquier persona que quisiera comprar un fusil.

## Empleo en la actualidad
Los aficionados aún emplean estos fusiles hoy, con el aumento de las unidades disponibles debido la compra de un gran lote de armas antiguas que se encontraban almacenadas por más de un siglo en la Real Armería Nepalesa, en el palacio de Lagan Silekhana, por las empresas Atlanta Cutlery e International Military Antiques. La munición que emplean puede ser tanto casquillos modernos .577 Snider recargados, o cartuchos del 24 de latón modificados. Para la carga propulsora se emplea pólvora negra o sustitutos modernos de esta.